# Дванадесета пехотна дивизия
Дванадесета пехотна дивизия е българска военна част, взела участие в Междусъюзническата (1913), Първата световна (1915 – 1918) и Втората световна война (1941 – 1945).

## Формиране
В края на април 1913 година 3 бригада от 9-а дивизия е изпратена с железницата от Одрин до София, където загубите ѝ са попълнени с млади войници и със запасни от допълващите дружини, като от всеки полк от бригадата се образува по една триполкова дивизия – бъдещите 12-а и 13-а дивизии.
Дванадесета дивизия е формирана на 13 май 1913 година съгласно заповед №1 на командира на Първа резервна армия в София под името Първа резервна дивизия. Няколко дни по-късно, със заповед №2 от 17 май дивизията е преименувана на Дванадесета пехотна дивизия.
В състава на дивизията влизат 59, 60 и 61 полк, като за началник назначен бившият командир на 3 бригада от 9-а дивизия генерал-майор Григор Грънчаров, а за началник-щаб – майор Димитър Азманов.
В средата на месец май дивизията е изпратена на Конявската планина и получава задача да прикрива съсредоточаването на българската армия по линията Кюстендил – Девебаир, а в началото на юни е преместена западно от Кюстендил, където е разположена до началото на войната.

## Междусъюзническа война (1913)
По време на Междусъюзническата война (1913) дивизията е в състава на 5-а армия и има следното командване и състав:

### Командване и състав
Щаб на дивизията
- Началник на дивизията – генерал-майор Григор Грънчаров
- Началник на щаба на дивизията – майор Димитър Азманов

Части
- Командир на 59-и пехотен полк
- Командир на 60-и пехотен полк
- Командир на 61-ви пехотен полк – подполковник Лазар Козаров
- Командир на 12-и артилерийски полк

Дивизията се състои от 12 дружини и 6 полски батареи. Към 16 юни 1913 към дивизията се числят 166 офицери, 16 004 подофицери и войници, 13567 пушки 34 оръдия и 2373 коне. В бойни действия се включва на 19 юни 1913 г. Отличава се при атака на връх Киселица, северно от Крива паланка, при която е пленена сръбска батарея и 370 пленници. След Междусъюзническата война е разформирована.

## Първа световна война (1915 – 1918)
На 15 октомври 1915 г. със заповед на Щаба на Действащата армия дивизията е сформирана отново под наименованието Дванадесета пехотна сборна дивизия. През Първата световна война (1915 – 1918) дивизията влиза в състава на 3-та армия и има следното командване и състав:

### Командване и състав
Щаб на дивизията
- Началник на дивизията – генерал-майор Георги Митов, генерал-майор Георги Абаджиев (1916 – 1917)
- Началник на щаба на дивизията – От Генералния Щаб подполковник Васил Маринов, подполковник Куюмджиев
- Старши адютант – капитан Христо Петров
- Дивизионен лекар – санитарен подполковник д-р Борис Ненов (и.д.)
- Дивизионен инженер – подполковник Марин Кабакчиев
- Дивизионен интендант – полковник Нягул Млъчков
- Началник на артилерията – полковник Павел Шойлеков

Части
- 7-и конен полк - подполковник Ефтим Китанчев
- 6-и маршеви полк
- 8-и маршеви полк
- 9-и маршеви полк – полковник Рашо Михнев
- 5-о нескорострелно артилерийско отделение

Веднага след създаването си дивизията се съсредоточава около Плевен, като част от 3-та армия. По-късно получава заповед да разучава и охранява Дунавския бряг. Със заповед №403 от 27 юли 1916 г. дивизията е преименувана от Дванадесета сборна дивизия в Дванадесета пехотна дивизия, съставът ѝ търпи редица промени и на 30 юли същата година със заповед №433 за неин командир е назначен генерал-майор Георги Абаджиев.
Войната между България и Румъния е обявена на 1 септември 1916 г. и започват усилени военни действия и се провеждат се редица демонстрации по преминаването на Дунава. На 18 ноември същата година щаба на дивизията е предупреден, че така проектираното преминаване ще се проведе съвсем скоро, като съобщенията на 21 и 22 ноември дават по-подробни указания.
На 24 ноември в 10 часа дивизията тръгва от Плевен и по-късно същия ден пристига в Щаба на корпуса в Свищов. Там началника на дивизията получава заповед от фелдмаршал Фон Макензен за преминаване на Дунава при Зимнич.
Дванадесета пехотна дивизия, преминава цяло Влашко от Зимнич до Серет с походи и боеве срещу румънци и руснаци, превзема Букурещ и стига до Молдова.
На 6 януари 1917 г. дивизията излиза от състава на Дунавската армия и получава заповед да замине от Серет за Добруджа, от където на нейно място идва Сборната дивизия на генерал-майор Тодор Кантарджиев. До идването на Сборната дивизия позициите на 12-а дивизия се заемат от части на 1-ва дивизия. В Добруджа 12-а дивизия влиза в състава на 3-та армия.
На 14 септември 1917 г. започва изпращането на различни части от дивизията на различни фронтове, като части от други подразделения и окупационни войски. След сключването на примирието щабът се отправя към Пловдив, където на 20 ноември 1918 г. е разформирована.

## Втора световна война (1941 – 1945)
Съгласно служебно писмо №429 на Щаба на войската във Варна от 19 февруари 1941 година е формирана под името Дванадесета пехотна дивизия. Разформирована е на 12 октомври 1941 година в Шумен. През май 1944 година е формирана отново, а през 1945 година е преименувана на Тридесет и първа пехотна дивизия и участва във Втората световна война (1941 – 1945). На 10 август 1945 година се демобилизира и е разформирана.

## Наименования
През годините дивизията носи различни имена според претърпените реорганизации:
- Първа резервна дивизия (13 май 1913 – 17 май 1913)
- Дванадесета пехотна дивизия (17 май 1913 – 1913)
- Дванадесета пехотна сборна дивизия (15 октомври 1915 – 27 юли 1916)
- Дванадесета пехотна дивизия (27 юли 1916 – 20 ноември 1918, 19 февруари 1941 – 12 октомври 1941, май 1944 – 1945)
- Тридесет и първа пехотна дивизия (1945 – 10 август 1945)

## Началници
Званията са към датата на заемане на длъжността.
| №  | звание        | име               | дати                                 |
| -- | ------------- | ----------------- | ------------------------------------ |
| 1. | Генерал-майор | Григор Грънчаров  | май 1913 – 1913                      |
| 2. | Генерал-майор | Георги Митов      | 15 октомври 1915 -                   |
| 3. | Генерал-майор | Георги Абаджиев   | 30 юли 1916 – 15 юни 1917            |
| 4. | Генерал-майор | Асен Николов      | 15 юни 1917 – септември 1918         |
| 5. | Генерал-майор | Петър Каров       | 1941 – 13 септември 1944             |
| 6. | Полковник     | Христо Новаков    | 14 септември 1944 – 15 декември 1944 |
| 7. | Полковник     | Стефан Таралежков | 15 декември 1944 – 1945              |
| 8. | Полковник     | Асен Стоичков     | След 9 май 1945                      |